# Дача А. К. Гербиха
Дача А. К. Гербиха — памятник архитектуры регионального значения. Расположен в Сестрорецке, современный адрес дома — 4-я линия, 14.
Здание построено в 1905—1910 годах неизвестным архитектором.

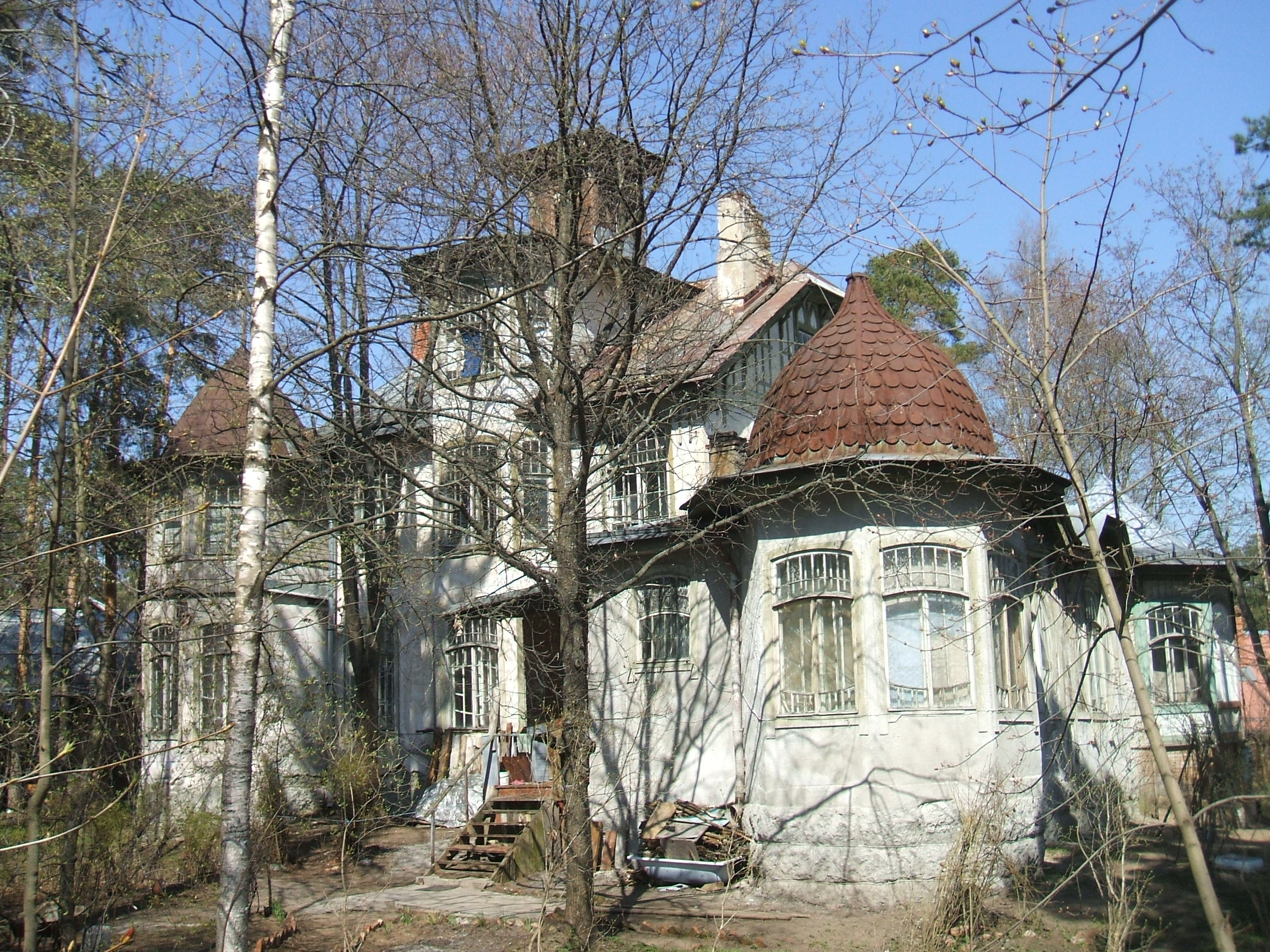
Здание в 2011 году

Архитектурные массы здания динамичны, ритм горизонтальных и вертикальных членений сложный, оконные заполнения первого этажа, обращённые к 14 линии, выполнены оригинально — традиционное окно с наличником вписано в круг. Объёмы здания ритмично чередуются, выступая и, наоборот, оказываясь немного утопленными. На 1997 год отмечалась утрата шпилей на башенках. Здание стоит на высоком гранитном цоколе.
До 2010 года здание использовалось как жилое, в 2012 году в нём произошёл пожар. В 2014 году были объявлены планы по восстановлению здания с предоставлением одного помещения под экспозицию, посвящённую первому владельцу. В 2015 году здание, кроме купола башенки, было разобрано (блоки исторического цоколя сохранены физически). К ноябрю 2018 года восстановление было завершено, было сохранено около 80 % деревянной отделки фасадов и 100 % гранитных блоков фундамента. При воссоздании стены были сделаны газобетонными.